# Zostérops bridé
Zosterops conspicillatus
Espèce
Statut de conservation UICN

 EX  : Éteint
Le Zostérops bridé (Zosterops conspicillatus) est une espèce d'oiseaux de la famille des Zosteropidae.

## Répartition
Il est endémique des îles Mariannes, où il est aujourd'hui limité aux îles de Tinian, Saipan et Aguijan dans les îles Mariannes du Nord. L'espèce vivait sur l'île de Guam, mais la population y est presque certainement éteinte aujourd'hui.

## Habitat
Son habitat naturel est les forêts humides, subtropicales ou tropicales de plaine, les plantations et les jardins ruraux.

## Liste des sous-espèces
Selon la classification de référence du Congrès ornithologique international (version 8.1, 2018) :
- Zosterops conspicillatus conspicillatus (Kittlitz, 1833) de Guam
- Zosterops conspicillatus saypani Dubois, 1902 des îles Mariannes du Nord